# Imigração italiana na Argentina

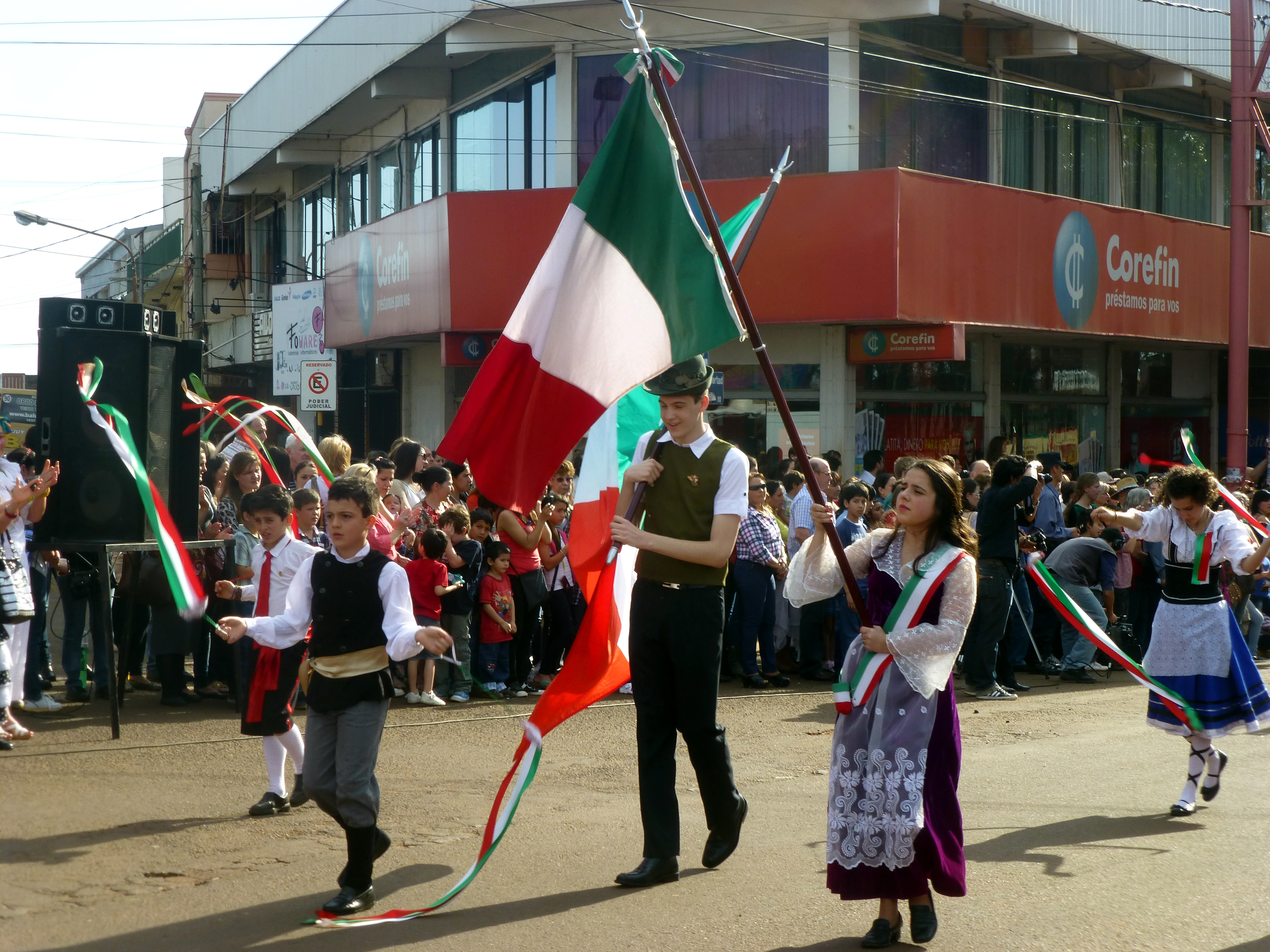

A Argentina foi o país da América Latina que mais recebeu imigrantes italianos. Estima-se que, entre 1870 e 1970, entraram, no total, nesse país, 2,9 milhões de italianos, bem a frente do Brasil, que recebeu, no mesmo período, 1,5 milhão de italianos. 
Historicamente um país de imigrantes, a Argentina recebeu 6 milhões de estrangeiros entre o final do século XIX e a primeira metade do século XX, sendo que por volta de 3 milhões deles se radicaram definitivamente no país. A maioria deles eram italianos e espanhóis. Em 1869, os estrangeiros já representavam 12% da população argentina, numa população de apenas 1.800.000 habitantes. Em 1914, os estrangeiros chegaram a compor 30% da população da Argentina e 60% dos habitantes de Buenos Aires.

## Histórico
A elite argentina da segunda metade do século XIX via a imigração europeia como um elemento essencial para a formação de um país moderno e civilizado. Alguns desses líderes acreditavam que a herança colonial espanhola e os indígenas do interior - simbolizados pelos gaúchos e pelos caudillos - eram os culpados pelo atraso do país. Em consequência, a elite argentina se inspirava nos países do Norte da Europa e nos Estados Unidos, tendo-os como modelos a ser seguidos. A imigração seria crucial por duas razões: primeiramente, os imigrantes iriam trazer o trabalho, habilidades e conhecimento para promover o desenvolvimento econômico. Em segundo lugar, as elites argentinas acreditavam que os imigrantes, ao se mesclarem com a população local, com o tempo iriam produzir uma população mais progressiva. As classes dominantes, embora considerassem os imigrantes do Norte da Europa superiores, tiveram que se contentar com a vinda maciça de povos do Sul da Europa (principalmente italianos e espanhóis), pois a Argentina nunca conseguiu atrair grandes quantidades de pessoas do Norte da Europa (estes preferiam imigrar para os Estados Unidos).
A Argentina foi um dos principais destinos da emigração italiana entre os anos de 1880 e 1930. Os italianos imigraram aos milhões para diversos países do mundo nesse período, impulsionados pela pobreza que assolava a Itália. No pós-guerra, os Estados Unidos impuseram cotas para a entrada de estrangeiros, e a Argentina recobrou a sua importância. O Brasil foi o destino preferido da imigração transoceânica italiana entre 1876 e 1895, mas depois desse período perdeu importância e nunca mais conseguiu se recuperar. Em contrapartida, a Argentina e, sobretudo, os Estados Unidos, continuaram a receber grandes levas de italianos no decorrer do século XX.
Mais de dois milhões de italianos se deslocaram para a Argentina entre 1880 e 1930, sendo que metade se fixou em definitivo neste país. Eram pessoas que migraram espontaneamente, até porque a política imigratória argentina nunca se esforçou para atrair italianos. A imigração subsidiada nunca teve relevância na Argentina. Na segunda metade do século XIX era nítido o predomínio demográfico italiano entre os estrangeiros residentes na Argentina: representavam cerca de metade de todos os estrangeiros e a sua importância só veio a diminuir no início do século XX, quando cresceu a emigração espanhola.
Dos italianos que foram para a Argentina, 60% chegaram antes de 1915, pouco mais de 20% entre as duas grandes guerras e 20% na primeira década do pós-guerra. Os italianos contribuíram decisivamente com o crescimento populacional desse país. Em 1895, a população da Argentina era de cerca de 4 milhões de pessoas, dos quais 500 mil eram italianos. A população nascida na Itália continuou grande e expressiva ao longo do século XX, tanto que na segunda metade da década de 1920 viviam nesse país mais de um milhão de italianos, o mesmo número na primeira metade da década de 1950.
| Brasil         | 875.000 | 450.000   |
| Argentina      | 725.000 | 1.270.000 |
| Estados Unidos | 624.243 | 3.298.831 |

| Ano  | População estrangeira | População italiana | % italianos sobre estrangeiros | % italianos sobre população total |
| ---- | --------------------- | ------------------ | ------------------------------ | --------------------------------- |
| 1869 | 210.000               | 71.000             | 33,8                           | 4,3                               |
| 1895 | 1.007.000             | 493.000            | 48,9                           | 12,5                              |
| 1914 | 2.391.000             | 942.000            | 39,4                           | 11,9                              |
| 1947 | 2.436.000             | 786.000            | 32,3                           | 4,9                               |
| 1960 | 2.604.000             | 878.000            | 33,7                           | 4,4                               |
| 1970 | 2.193.000             | 637.000            | 29,0                           | 2,7                               |

## Regiões de origem e destino
Dos italianos que foram para a Argentina entre 1876 e 1915, 46% eram do Sul da Itália, 42% do Norte e 12% do Centro. As regiões italianas que mais mandaram imigrantes para a Argentina foram o Piemonte (no Norte da Itália) e a Calábria (no Sul). Durante a segunda metade do século XIX, a maioria dos imigrantes eram provenientes da área norte-ocidental da Península Itálica, notadamente Piemonte, Ligúria e Lombardia, mas também do Vêneto. A partir do início do século XX, cresceu a corrente migratória meridional, com variações regionais no decorrer do tempo. Os imigrantes calabreses sempre chegaram em números grandes e a sua migração não variou muito ao longo do tempo. Por outro lado, os imigrantes da Sicilia, praticamente inexistentes até o início do século XX, passaram a chegar em grande número a partir do ano de 1895, ao ponto de um em cada seis imigrantes serem sicilianos, no período do início do século até 1914. Toscana, Úmbria, Lácio e  Emilia-Romagna foram as regiões que pouco contribuíram com a imigração para a Argentina.
A cidade de Buenos Aires foi o destino principal da migração italiana. Segundo o censo de 1914, um terço dos imigrantes de nacionalidade italiana na Argentina viviam na capital do país, um outro terço em diferentes centros urbanos e somente um terço nas zonas rurais. A imigração italiana na Argentina foi marcadamente urbana, com a exceção da província de Santa Fé, onde predominaram as colônias agrícolas.
| Regiões de origem dos italianos na Argentina (1876-1915) | Porcentagem |
| -------------------------------------------------------- | ----------- |
| Piemonte                                                 | 16.9%       |
| Calábria                                                 | 13.2%       |
| Sicilia                                                  | 11.1%       |
| Lombardia                                                | 10.4%       |
| Marcas                                                   | 8.2%        |
| Campânia                                                 | 7.5%        |
| Vêneto                                                   | 7.2%        |
| Abruzo/Molise                                            | 3.2%        |

## Sucesso econômico
Historiadores concluem que os italianos na Argentina rapidamente encontraram investimentos para as suas poupanças e tiveram pouca dificuldade em alcançar uma rápida mobilidade econômica e social. Às vésperas da Primeira Guerra Mundial, todos os dados disponíveis apontam o extraordinário sucesso de um povo que tinha acabado de entrar na economia nacional e que ainda era predominantemente da primeira geração no país. Pesquisas mostram os italianos em Buenos Aires como um grupo altamente bem-sucedido, particularmente em contraste com os imigrantes italianos nos Estados Unidos. As origens regionais, o ambiente amigável da sociedade argentina e a falta de competição com imigrantes anteriores explicam o desempenho diferencial dos italianos na Argentina em comparação aos dos Estados Unidos. Internamente, os imigrantes italianos na Argentina também eram mais bem-sucedidos que os imigrantes espanhóis, mesmo os últimos não sofrendo com a barreira da língua.
A Argentina ainda era um país predominantemente agrícola e exportador de carne, com um setor de serviços importante. A indústria, e especialmente a indústria pesada, estava no seu início. Ademais, não havia competição com outros grupos de imigrantes anteriores. Os imigrantes italianos que ingressaram nessa economia encontraram empregos especializados e artesanais, algum espaço em empregos de colarinho branco e até em alguns empregos profissionais, como engenheiros e arquitetos. Em Buenos Aires, os italianos ingressaram num nível mais alto do mercado do que seus compatriotas em Nova Iorque, em parte porque eles tinham as habilidades para tal, mas principalmente porque, na Argentina, havia mais oportunidades de ingresso nas camadas médias e altas da hierarquia do trabalho do que havia em Nova Iorque, naquela época.

## Assimilação
Na Argentina, os imigrantes italianos encontraram um país de cultura latina, não muito distante da sua própria. O catolicismo era a religião predominante e a língua espanhola é mais ou menos próxima dos dialetos italianos. Portanto, a assimilação dos italianos na Argentina (assim como no Brasil) foi bem mais fácil do que ocorreu nos Estados Unidos, onde eles encontraram um ambiente mais hostil, devido às diferenças culturais e linguísticas. Os italianos estavam entre os imigrantes que mais rapidamente adotavam o espanhol como língua.
Até a década de 1930, a Argentina era frequentemente definida como sendo uma sociedade plural, havendo a coexistência de diversas  comunidades imigrantes mais ou menos fechadas. Depois, com a queda na imigração, começou o período denominado de cadinhos de raças, no qual as diferentes comunidades imigrantes passaram a mesclar-se entre si e com a população local. Os casamentos entre imigrantes e argentinos (sobretudo mulheres) também favoreceram a assimilação, haja vista a alta incidência do componente masculino entre os estrangeiros.
Atualmente, há quem estime que 60% da população argentina tenha algum antepassado italiano. Mas deve ser ponderado que somente 10% da população argentina tem somente uma origem étnica, pois diversas etnias se mesclaram nesse país. A maioria da população tem diversas ancestralidades (cerca de 20% tem cinco ou mais tipos de ancestralidade, sendo a média 2,8). Quanto maior a distância da geração do ato imigratório inicial, mais diversas são as ascendências. Assim, é inútil procurar Little Italies na Argentina, pois a influência italiana é generalizada.